# Aloe helenae
Aloe helenae – gatunek rodzaju aloes z podrodziny złotogłowowych. Występującego naturalnie na Madagaskarze. 
Ten gatunek występuje endemiczne na południu Madagaskaru. Zaobserwowano tam 2 lub 3 siedliska w okolicy miasta Tôlanaro. Każde z tych siedlisk zawiera mniej niż 10 dorosłych osobników. Nie obserwowano regeneracji tego gatunku.